# Tillandsia punctulata
Tillandsia punctulata là một loài thuộc chi Tillandsia. Đây là loài bản địa của Costa Rica và México.

## Giống
- Tillandsia 'Tina'